# Chiropodomys major
Chiropodomys major is een knaagdier uit het geslacht Chiropodomys dat voorkomt op Borneo. Dit dier is tot nu toe alleen gevonden op vier plaatsen in het Maleisische deel van Borneo, maar het is waarschijnlijk dat hij ook op het Indonesische deel voorkomt. Op Mount Kinabalu leeft hij van 900 tot 1500 m hoogte.
Op C. calamianensis (waarschijnlijk zijn nauwste verwant) na is C. major de grootste soort van zijn geslacht. De rug is grijsbruin, de onderkant wit of gebroken wit. Ook de wangen zijn wit. De staart is bruin, soms met wat vlekken aan de onderkant. De voortanden zijn oranje. De kop-romplengte bedraagt 94 tot 114 mm, de staartlengte 109 tot 144 mm, de achtervoetlengte 21 tot 28 mm, de oorlengte 13 tot 27 mm en het gewicht 32 tot 43 gram. Vrouwtjes hebben 0+2=4 mammae.